# Fastrade
Fastrade, dite aussi Fastrada, née vers 765, morte le 10 août 794, est une aristocrate de l'époque carolingienne, épouse de Charlemagne de 783 à 794.

## Généalogie
Fastrade est la fille d'un comte franc nommé Radulf.

## Biographie
Elle fonde l'abbaye de Münsterschwarzach vers 780 et épouse Charlemagne en octobre 783 à Worms, à la suite du décès d'Hildegarde de Vintzgau. De ce mariage, naissent deux filles : Théodrade (v. 785 - 844/853), abbesse d’Argenteuil et Hiltrude (787-815), abbesse de Faremoutiers.
Durant la campagne contre les Avars en 791, Charlemagne lui adresse une lettre, la seule lettre de Charlemagne qui soit parvenue jusqu'à nous.
En 792, une conspiration contre Charlemagne, formée par des nobles autour de Pépin le Bossu, fils d'Himiltrude, première épouse ou concubine de Charlemagne, a parmi différents motifs, la "cruauté de Fastrade".
Elle meurt à Francfort en 794 lors de la tenue du synode convoqué par Charlemagne dans cette ville et est inhumée dans l'abbaye Saint-Alban devant Mayence.

## Sépulture
Après la destruction de cette abbaye en 1552, sa sépulture a été transférée  dans la cathédrale Saint-Martin de Mayence où sa pierre tombale est encore visible aujourd'hui,.